# 제임스 조지 프레이저
제임스 조지 프레이저 기사(영어: Sir James George Frazer, OM, FRS, 1854년 1월 1일~1941년 5월 7일)은 영국 스코틀랜드의 인류학자이다. 대표 저서로는 《황금가지》가 있다.

## 생애
1854년 스코틀랜드의 글래스고에서 태어났다. 아버지는 다니엘 프레이저로 현지에서 유명한 프레이저 앤드 그린 상사의 임원이다. 어머니는 글래스고의 유복한 상인 출신이다. 양친은 장로교도였다.
1869년 11월에 글래스고대학에 입학해 그리스어와 라틴어를 전공했다. 1873년 12월에는 케임브리지대학교 트리니티 칼리지에 입학해 고전학의 연구에 몰두했지만, 에드워드 버넷 타일러의 《원시문화》을 읽거나 당시 케임브리지대학교에 재직하던 로버트슨 스미스를 만난 것을 계기로 인류학 · 민족학 · 신화학에 흥미를 느낀다.
1896년 프랑스인 릴리 그로브와 혼인하고서 《황금가지》를 완성하려고 여생을 바쳤다. 1920년에는 왕립 학회 평의원, 1921년에는 케임브리지대학교 트리니티 칼리지 평의원을 역임했다.
1941년 5월 7일, 케임브리지에서 노환으로 죽었다.

## 서훈
- 1914년 Knight Bachelor(기사작위) 서임
- 1920년 오더 오브 메리트(Order of Merit, OM)

## 같이 보기
- 조지프 캠벨
- 미르체아 엘리아데
- 르네 지라르
- 에드워드 버넷 타일러
- 죽음과 재생의 신
- 신성한 왕